# ولچ ۲۴۰۵
سیارک ۲۴۰۵ (به انگلیسی: 2405 Welch، نامگذاری:1963UF) دو هزار و چهارصد و پنجمین سیارک کشف شده‌است که در ۱۸ اکتبر ۱۹۶۳ کشف شد.
قدر مطلق سیارک برابر ۱۲٫۰۹ است.